# Nanpaya-Tempel

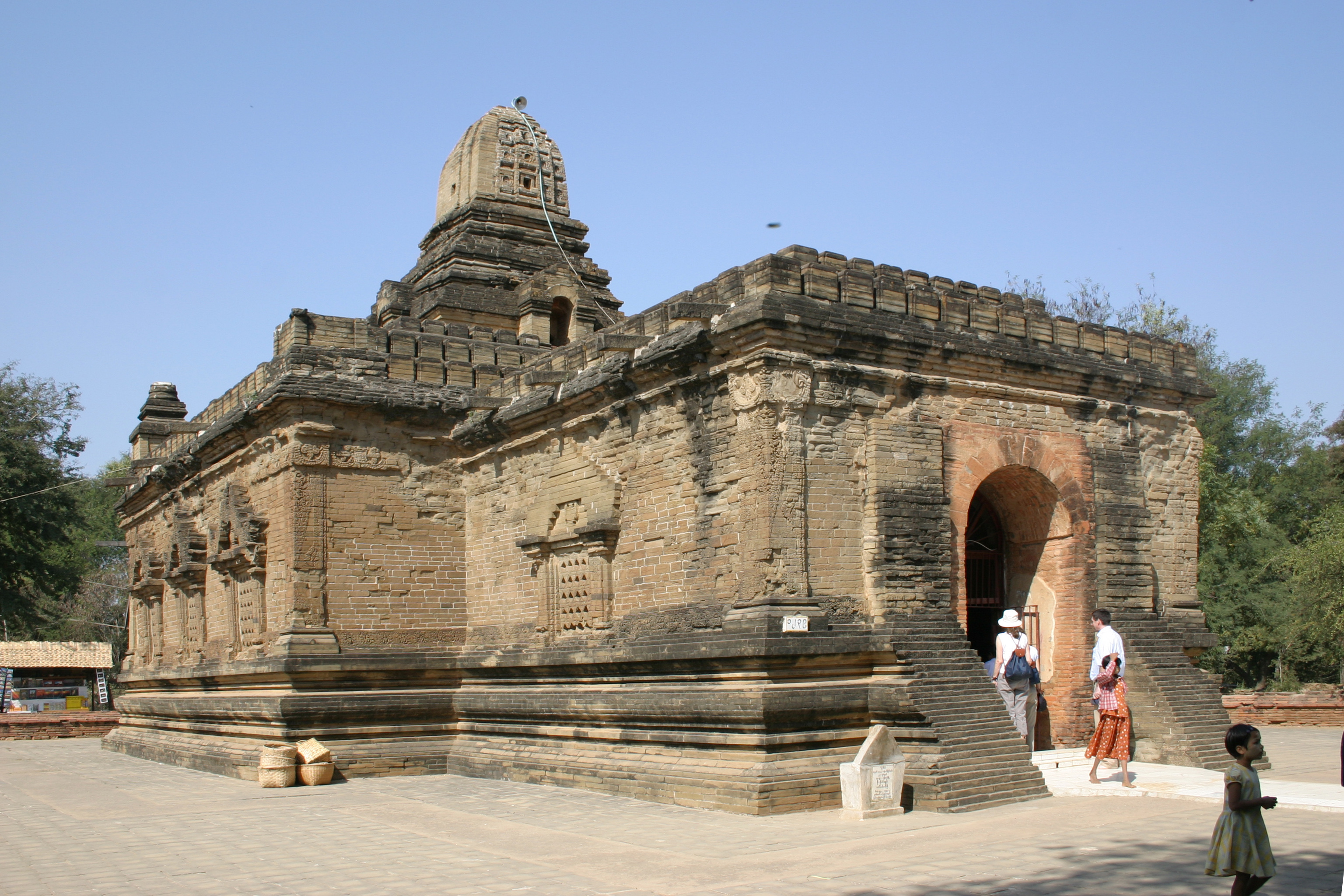
Nanpaya-Tempel von Südosten

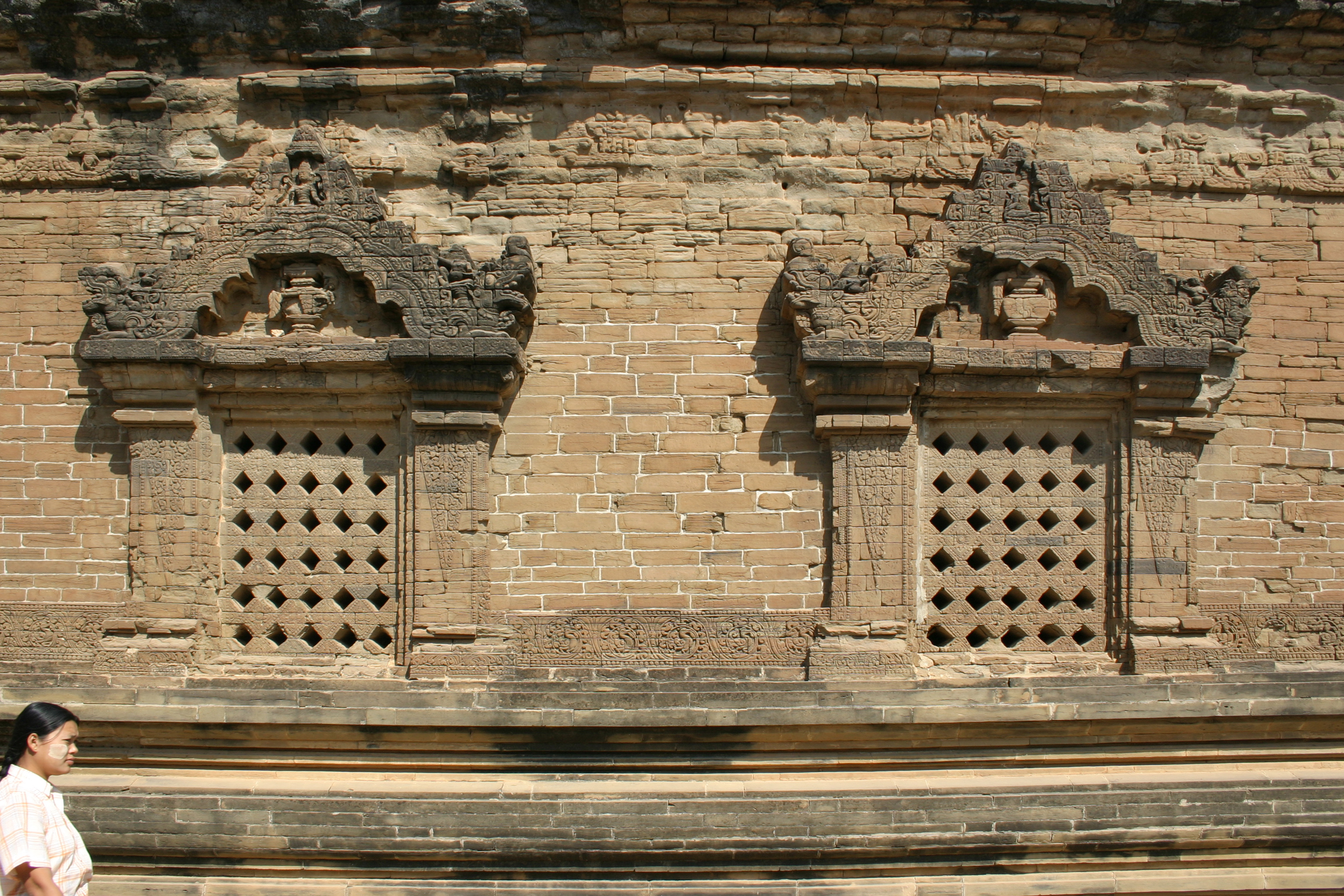
Steingitterfenster

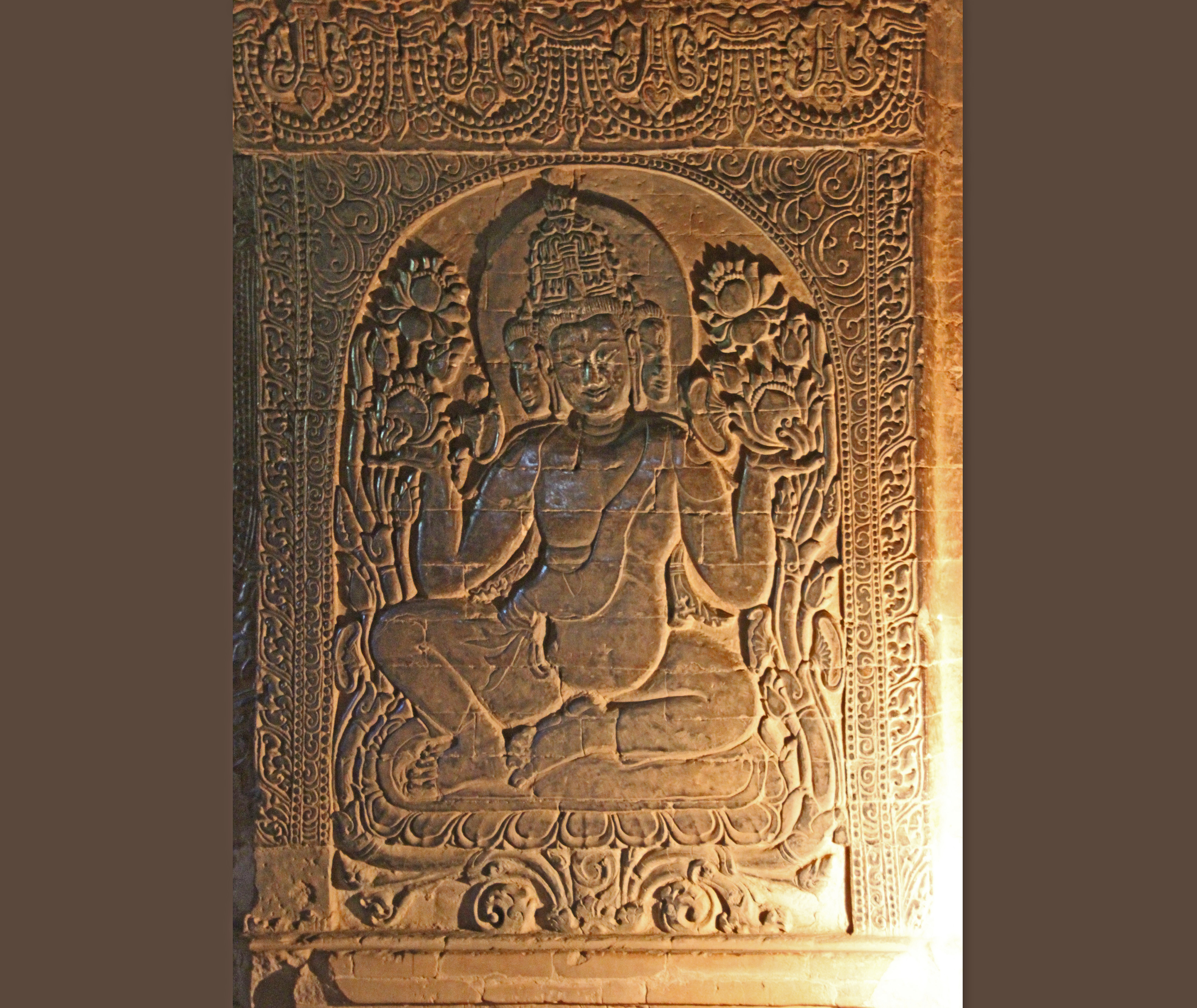
Relief im Innern

Der Nanpaya-Tempel (birmanisch နန်းဘုရားကျောင်း; sprich: náɴ pʰəjá tɕáʊɴ) ist ein buddhistischer Tempel in Bagan-Myinkaba, Myanmar. 

## Geschichte
Er wurde 1060–1070 unter König Anawrahta erbaut und wird wie der nebenan gelegene Manuha-Tempel mit dem Mon-König Manuha in Verbindung gebracht; möglicherweise diente er diesem als Behausung.

## Beschreibung
Der Tempel steht auf einem geräumigen quadratischen Sockel. Die quadratische Tempelhalle und der östliche Vorbau sind aus Ziegelsteinen gemauert und mit behauenem Sandstein verkleidet. Steingitterfenster lassen Licht in die Halle fallen; dort stehen vier mächtige Pfeiler, die das Obergeschoss samt Shikhara tragen und mit Reliefs verkleidet sind; diese zeigen im oberen Bereich ornamentale Muster und darunter figürliche Darstellungen, eventuell den Hindu-Gott Brahma, vielleicht auch den Mon-König Manuha oder den Bodhisattva Lokesvara.